# Wolfgang Mückstein
Wolfgang Robert Mückstein, né le 5 juillet 1974 à Vienne, est un médecin et homme politique autrichien, membre du parti des Verts - L'Alternative verte. Entre 2021 et 2022, il est ministre fédéral des Affaires sociales, de la Santé, des Soins et de la Protection des consommateurs d'Autriche, à la suite de la démission de Rudolf Anschober.

## Biographie
Mückstein a étudié la médecine à l'université de Vienne de 1993 à 2002. Il a complété des études supplémentaires en médecine traditionnelle chinoise avec un diplôme de Bachelor en acupuncture.
Selon FirmenABC, Mückstein détient 15 % du capital de Robert Metzger & Co Nfg GmbH, dont les domaines d'activité sont la location de biens immobiliers, d'appartements et de wagons. Robert Friedrich Metzger, fondateur de cette entreprise, était l'arrière-grand-père de Mückstein. Robert Metzger & Co Nfg GmbH est l'unique actionnaire de la société Immosphere Immobilienentwicklung und -management GmbH, qui s'occupe de la location de wagons et de conteneurs.
Il est également associé d'un cabinet de médecine générale.
En 2019, il soutient Werner Kogler dans sa campagne électorale européenne. Mückstein a participé à la négociation du programme gouvernemental « vert turquoise » en 2019 au sein de l'équipe de négociation des Verts. Après la démission pour raisons de santé du ministre Rudolf Anschober le 13 avril 2021, Mückstein a prêté serment en tant que ministre fédéral des Affaires sociales, de la Santé, des Soins et de la Protection des consommateurs le 19 avril.
Il défend la vaccination obligatoire contre la Covid-19 comme un « acte de solidarité » alors que l'Autriche adopte la législation avec l'exigence de vaccination la plus stricte de l'UE, l'Italie et la Grèce n'ayant que des vaccinations obligatoires pour les personnes âgées. La vaccination obligatoire doit s'appliquer à tous les citoyens âgés d'au moins 18 ans. Des exceptions sont prévues pour les personnes qui ne peuvent être vaccinées pour des raisons médicales. Les violations de l'obligation sont passibles de pénalités liées aux revenus pouvant aller jusqu'à 3 600 euros.
La psychothérapeute et femme politique Eva Mückstein (de) est sa belle-mère. La réalisatrice Katharina Mückstein est sa demi-sœur.